# Blyglas
Blyglas eller krystalglas er glas med et indhold af blyoxid med stor vægtfylde, stor brillans og høj lysbrydningsevne.
Blyindholdet kan variere fra 1% til 50%, men et EU-direktiv definerer følgende kategorier:
- Mindst 10% bly (BaO, PbO og/eller K2O) for krystalglas/lydglas (vægtfylde mindst 2.40).
- Mindst 10% bly (ZnO, BaO, K2O og/eller PbO) for krystallinsk glas/krystalglas (vægtfylde mindst 2.45).
- Mindst 24% bly for blykrystalglas.
- Mindst 30% bly for højblykrystalglas.[1]

Halvkrystal er blyglas med et indhold på kun 5% bly.
Det blyholdige krystalglas er uegnet til fødevarer og drikke i længere tid på grund af faren for blyforgiftning. I dag fremstiller man hovedsageligt blyfrit krystalglas, hvor man i stedet bruger bariumoxid, zinkoxid, eller kaliumoxid. Blyfrit krystalglas kaldes også miljøglas.

## Historie
i 1674 fik George Ravenscroft (1618-1681) et syvårigt patent og var den første der i industriel skala fremstillede klart blykrystalglas , der overgik bøhmisk krystal ved at tilsætte glasmassen bly, der bevirkede at glasset blev tungere og mere klangfuldt, som ægte bjergkrystal. Det gjorde, at England overtog Venedig og Bøhmens førende rolle i glasindustrien i 1800-1900 tallet.
Blyglas er også slebet til smykkesten og figurer. Det kaldes strass eller Swarovski-krystaller.